# Æbleskiver
Le æbleskiver "Bignè di frittella", chiamate anche "appleskives" sono le tradizionali frittelle danesi dalla caratteristica forma sferica. In danese, il nome significa letteralmente "fettine di mela", sebbene le mele non risultino, generalmente, tra gli ingredienti principali delle varianti contemporanee del dolce. Piuttosto simili nell'aspetto ad un classico pancake europeo che si incontra con il popover americano o con l'inglese yorkshire pudding, le æbleskiver sono nella consistenza come un pancake ma leggere e soffici come un popover. Lo spelling inglese del termine è comunemente aebleskiver o ebleskiver.

## Padella per Æbleskiver

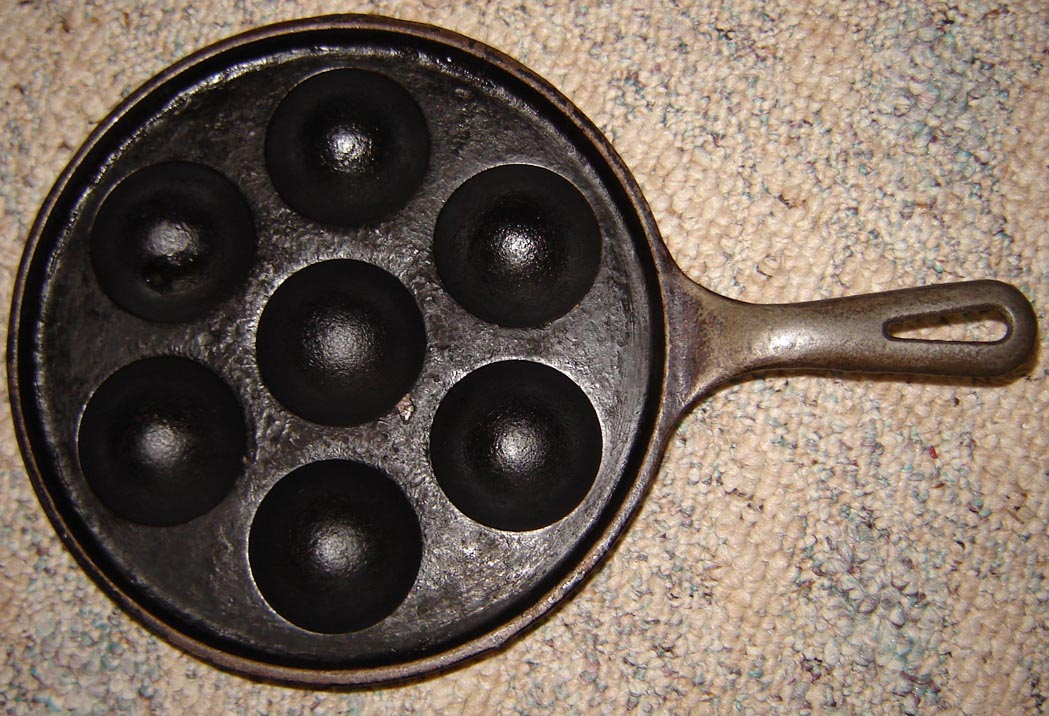
Top view of an æbleskiver pan.

Le æbleskiver vengono cotte sul fornello all'interno di una padella apposita con sette incavi emisferici, disponibile in ambedue le versioni per forno a gas ed elettrico (quest'ultimo necessiterà della padella con il fondo piano). Tali tegami sono generalmente di ghisa, materiale ottimo per la ritenzione termica e, di conseguenza, per un mantenimento ideale del calore. Alternativamente, è possibile utilizzare i tradizionali tegami in rame martellato ma, al giorno d'oggi, essi vengono utilizzati principalmente a fine decorativo.

## Preparazione

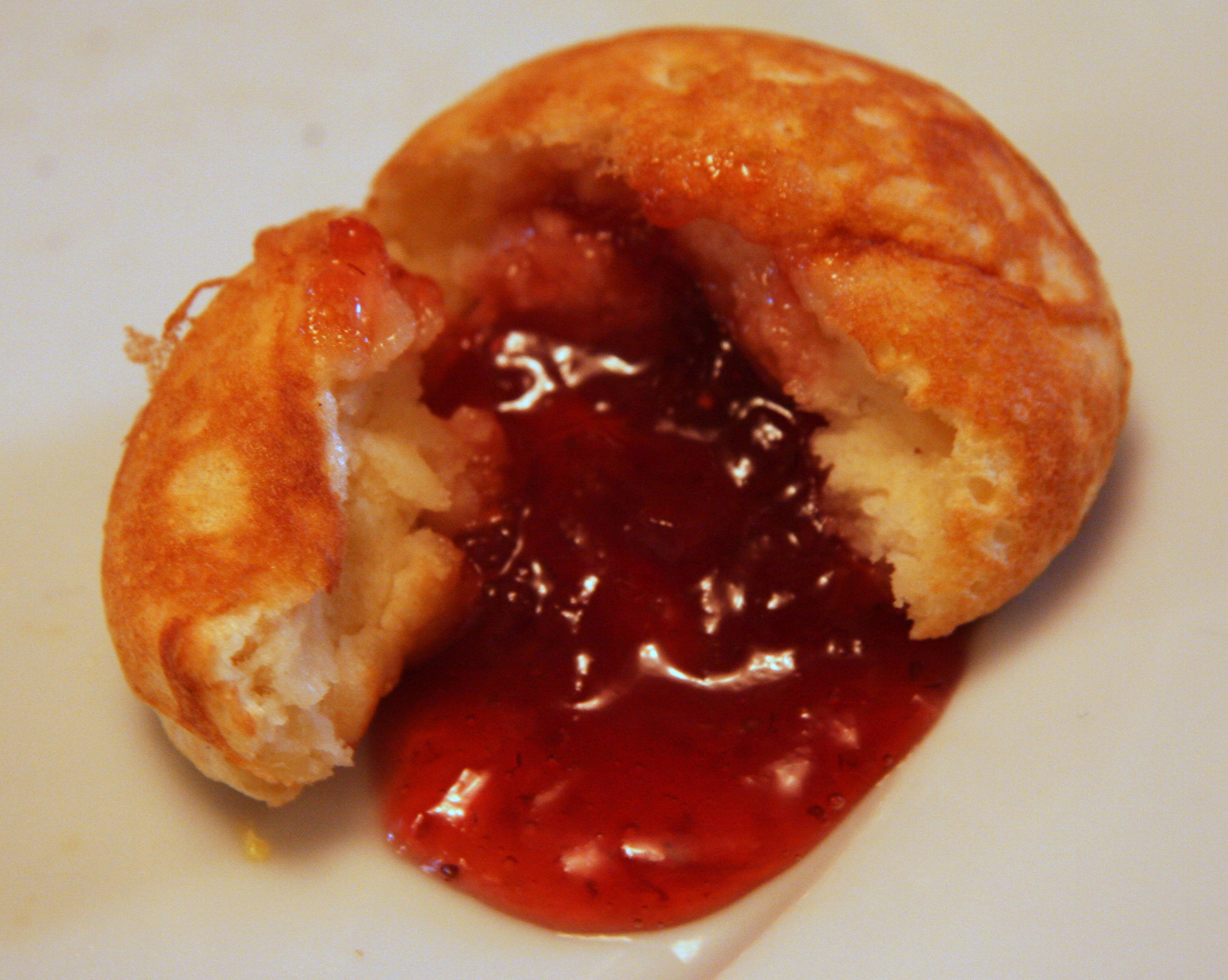
Un' æbleskiver con marmellata dal colore rosso

L'impasto per le æbleskiver è solitamente composto da farina di frumento da unire con latticello, latte o panna, uova, zucchero ed un pizzico di sale. Per risaltarne il gusto, alcune ricette includono ulteriormente, tra gli ingredienti principali, del grasso (generalmente il burro), il cardamomo, la  scorza di limone ed un agente lievitante, il più delle volte del lievito chimico ma talvolta anche del comune lievito, per far lievitare la pastella.
L'impasto viene versato negli incavi della padella dopo averli precedentemente unti e, non appena iniziano a cuocersi, le æbleskiver vengono rivoltate con un ferro da maglia, uno spiedo o una forchetta al fine di conferire al dolce la sua caratteristica forma sferica. Tradizionalmente, le aebleskiver venivano cotte con pezzetti di mela (æble) o con un ripieno di purea di mele, ingredienti che tuttavia raramente compaiono nelle varianti moderne di questa specialità danese. Inoltre, è opportuno tener presente il fatto che non sia l'impasto delle aebleskiver ad essere dolce, bensì il modo in cui le aebleskiver vengono tradizionalmente servite: con un ripieno di marmellata di lamponi, fragole, ribes nero o di more e cosparse di zucchero a velo.
Le æbleskiver possono essere acquistate già fritte e surgelate al supermercato, pronte per essere riscaldate al forno.

## Tradizioni

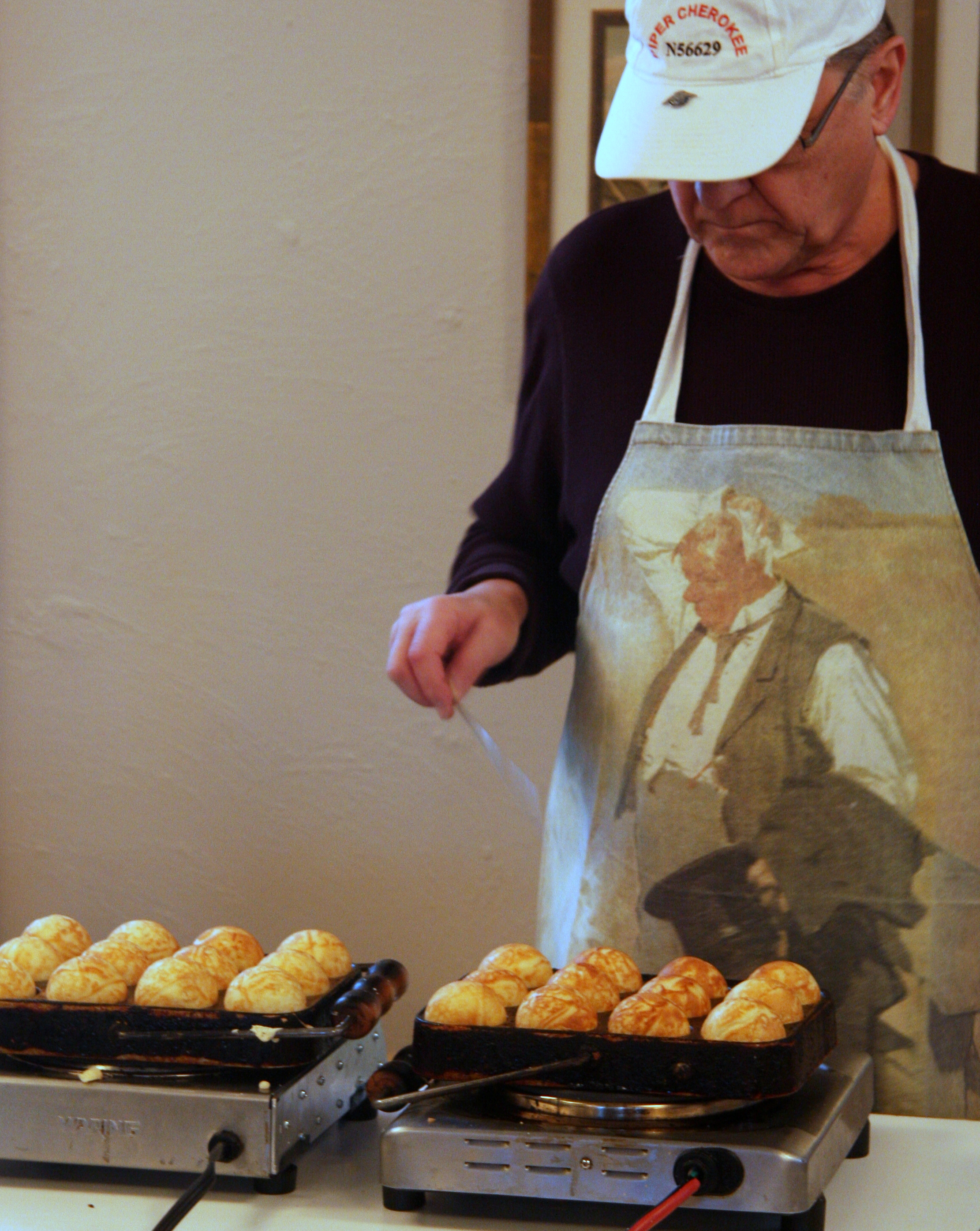
Un uomo mentre prepara le æbleskiver al Danish American Center in Minneapolis, Minnesota

In Danimarca, le æbleskiver costituiscono un tipico dolce natalizio, da gustare durante il Natale o i giorni precedenti alla festività. Nel mese di Dicembre, vengono spesso assaporate accompagnandole con il glögg, il tradizionale vin brulé Scandinavo. In Norvegia, i waffles caldi sono più o meno gli equivalenti delle æbleskiver in Danimarca.
Le aebleskiver vengono anche vendute nei mercatini di beneficenza, dalle associazioni Scout, ai locali raduni sportivi e affini, o servite alle feste di compleanno dei bambini, per la loro popolarità e facilità di preparazione. Le associazioni di volontariato, inoltre, possono trarre profitto dal preparare le aebleskiver dalla fase della frittura a quella del congelamento e quindi vendendole, solitamente tre alla volta, condite come abitualmente.
In Nord America, numerosi eventi annuali celebrano le æbleskiver e la cultura danese, tra cui le "Æbleskiver Suppers" (cene a base di aebleskiver) organizzate da chiese e musei, insieme a tantissime altre ricorrenze simili.

## Piatti simili
- Gai daan jai, un simile piatto cinese.
- Munker, la versione norvegese.
- Neyyappam, un dolce simile originario del Kerala, usato principalmente come prasadam nei templi.
- Paniyaram, un piatto simile originario dell'India del Sud, realizzato sia nella variante dolce che in quella salata.
- Poffertjes, un dolce simile originario dei Paesi Bassi.
- Popover
- Takoyaki, una variante salata a base di polpo originaria del Giappone.
- Unni Appam, un piatto simile originario del Kerala, realizzato sia nella variante dolce che in quella salata.